# Kováčová (okres Zvolen)
Kováčová je obec na Slovensku v okrese Zvolen. V obci žije přibližně 1 700 obyvatel. První písemná zmínka o obci pochází z roku 1254.
Obec patří ke slovenským lázeňským střediskům a mimo samotných lázní se zde nachází Národní rehabilitační centrum, zdravotnické zařízení lázeňského charakteru se specializací na léčbu pacientů po úrazech páteře, poškození míchy, polytraumatech, amputacích a náročných operacích pohybového systému.

## Poloha
Obec je situována na jihozápadním okraji Zvolenské kotliny, 4 km severozápadně od města Zvolen, na okraji Kremnických vrchů. Severně se nachází obec Sielnica, jihovýchodně Zvolen a jihozápadně Budča. Nadmořská výška středu obce je 303 m, v katastru od 288  do 489 m n. m.